# شهباز مایری
شهباز مایری (نام علمی: Accipiter meyerianus) گونه‌ای از پرندگان شکاری از خانواده بازان است. در مولوکاس، گینه نو، مجمع‌الجزایر بیسمارک و جزایر سلیمان یافت می‌شود. زیستگاه طبیعی آن دشت مرطوب جنگل‌های گرمسیری و نیمه‌گرمسیری و جنگل‌های کوهستانی مرطوب در نیمه‌گرمسیری یا گرمسیری است.
این نام رایج به یاد آدولف برنارد مایر (۱۸۴۰–۱۹۱۱)، مردم‌شناس و پرنده‌شناس آلمانی است که در هند شرقی هلند جمع‌آوری شد.